# Zoniopoda hempeli
Zoniopoda hempeli är en insektsart som beskrevs av Bruner, L. 1911. Zoniopoda hempeli ingår i släktet Zoniopoda och familjen Romaleidae. Inga underarter finns listade i Catalogue of Life.